# Coprinellus congregatus
Coprinellus congregatus là một loài nấm trong họ Psathyrellaceae. Nó được miêu tả đầu tiên năm 1782 as Agaricus congregatus bởi nhà nấm học Pháp Jean Baptiste François Pierre Bulliard, sau đó được xếp vào chi Coprinellus năm 1879 by Petter Karsten.